# Serge Aurier
Serge Aurier (Ouragahio, 24 december 1992) is een Ivoriaans voetballer met een Frans paspoort die bij voorkeur als rechtsback speelt. Aurier debuteerde in 2013 in het Ivoriaans nationaal team.

## Clubcarrière

### RC Lens
Aurier stroomde in 2009 door vanuit de jeugd van RC Lens. Hiervoor debuteerde hij op 13 januari 2009 in het eerste elftal, in een wedstrijd in het toernooi om de Coupe de la Ligue tegen Lorient. Tijdens het seizoen 2010/11 speelde hij samen in de verdediging met Raphaël Varane.

### Toulouse
Aurier tekende op 26 januari 2012  een vierjarig contract bij Toulouse. Hiervoor maakte hij op 1 april 2012 voor het eerst in zijn carrière een eerste doelpunt in de Ligue 1, tegen Lille.

### PSG
Toulouse verhuurde Aurier gedurende het seizoen 2014/15 aan Paris Saint-Germain. Dat lichtte in april 2015 een optie tot koop in zijn en nam hem daarmee definitief over. De club legde hem tot 2019 vast. 'PSG' betaalde naar verluidt circa € 10.000.000,- voor Aurier.
De UEFA begon op maandag 16 maart 2015 een onderzoek naar Aurier, omdat hij een beledigende video op Twitter zou hebben geplaatst. Daarin zou hij scheidsrechter Björn Kuipers hebben uitgemaakt voor "hoerenjong" na diens optreden in een Champions League-wedstrijd tegen Chelsea. Aurier moest die wedstrijd zelf aan zich voorbij laten gaan vanwege een blessure.
In februari 2016 raakte Aurier opnieuw in opspraak. Aanleiding was ditmaal een uitgelekt filmpje, waarin hij zijn trainer Laurent Blanc een "homo" noemde. Hij zei tevens dat de Zweedse vedette Zlatan Ibrahimovic bij "zijn ballen moet worden gegrepen". Gregory van der Wiel, zijn Nederlandse concurrent voor de positie rechts in de defensie, is "shit" en kan er volgens Aurier weinig van. Blanc reageerde furieus, ondanks de excuses van Aurier. "Ik ben heel erg boos geworden, heel erg boos", zei Blanc bij de persconferentie in de aanloop naar het UEFA Champions League-duel met Chelsea (2-1). "Iedereen mag denken wat hij wil, dit is een democratie en we zijn vrij in wat we denken. Maar die jongen... Twee jaar geleden heb ik me hard gemaakt om hem naar Parijs te halen, en om dan te zien wat ik gisteren zag... Is dat de manier om mij te bedanken? Het is meelijwekkend." PSG verwijderde de rechtsback uit van de selectie na zijn controversiële uitspraken.
Op maandag 26 september 2016 veroordeelde de rechter hem tot twee maanden gevangenisstraf nadat Aurier in mei ruzie had gemaakt met politieagenten in het centrum van Parijs. Hij moest ook een boete van 2.100 euro betalen. De Ivoriaan was in beroep gegaan tegen de straf, die zwaarder uitviel dan de twee maanden voorwaardelijke celstraf die de aanklager had geëist.

### Tottenham Hotspur
In de zomer van 2017 tekende Aurier een contract voor vijf jaar bij Tottenham Hotspur. Hij was in Londen de opvolger van de naar Manchester City vertrokken Kyle Walker. Hij maakte zijn debuut voor Tottenham Hotspur in de Champions League-wedstrijd tegen Borussia Dortmund (3-1 winst) op 13 september 2017. Zijn competitiedebuut maakte hij op 16 september in het doelpuntloos gelijkspel tegen Swansea City. Op de 6 december van 2017 was Aurier voor het eerst betrokken bij een goal van Tottenham, hij gaf tegen APOEL Nicosia de assist op de openingstreffer van Fernando Llorente. Eerder al, op 23 september tegen West Ham United, ontving Aurier een rode kaart waarmee hij de eerste Tottenham-speler sinds 868 dagen was die in een Premier League-wedstrijd rood te zien kreeg. Tegen dezelfde speler zou hij in maart nog scoren. Op 13 december scoorde Aurier voor het eerst zelf voor Tottenham Hotspur door de openingstreffer te maken tegen Brighton & Hove Albion. De vleugelverdediger had grote concurrentie onder de naam Kieran Trippier en kwam tot 24 wedstrijden dat seizoen. Hij scoorde daarin 2 keer. Op 13 juli 2020 kreeg Serge Aurier het nieuws te horen dat zijn broer Cristopher Aurier was doodgeschoten in Toulouse, Frankrijk

### Villareal
Op 4 oktober 2021 tekende Aurier een één jarig contract bij de Spaanse club Villarreal met een optie voor nog twee jaar.

## Clubstatistieken
| Seizoen         | Club              | Land               | Competitie       | Competitie | Competitie | Beker | Beker | Internationaal | Internationaal | Totaal | Totaal |
| Seizoen         | Club              | Land               | Competitie       | Wed.       | Dlp.       | Wed.  | Dlp.  | Wed.           | Dlp.           | Wed.   | Dlp.   |
| --------------- | ----------------- | ------------------ | ---------------- | ---------- | ---------- | ----- | ----- | -------------- | -------------- | ------ | ------ |
| 2009/10         | RC Lens           | Vlag van Frankrijk | Ligue 1          | 5          | 0          | 2     | 0     | –              | –              | 7      | 0      |
| 2010/11         | RC Lens           | Vlag van Frankrijk | Ligue 1          | 26         | 0          | 2     | 0     | –              | –              | 28     | 0      |
| 2011/12         | RC Lens           | Vlag van Frankrijk | Ligue 2          | 16         | 0          | 4     | 0     | –              | –              | 20     | 0      |
| 2011/12         | Toulouse          | Vlag van Frankrijk | Ligue 1          | 10         | 1          | 0     | 0     | –              | –              | 10     | 1      |
| 2012/13         | Toulouse          | Vlag van Frankrijk | Ligue 1          | 28         | 1          | 4     | 0     | –              | –              | 32     | 1      |
| 2013/14         | Toulouse          | Vlag van Frankrijk | Ligue 1          | 34         | 6          | 4     | 0     | –              | –              | 38     | 6      |
| 2014/15         | → PSG             | Vlag van Frankrijk | Ligue 1          | 14         | 0          | 2     | 1     | 0              | 0              | 16     | 1      |
| 2015/16         | PSG               | Vlag van Frankrijk | Ligue 1          | 21         | 2          | 7     | 1     | 5              | 1              | 33     | 4      |
| 2016/17         | PSG               | Vlag van Frankrijk | Ligue 1          | 22         | 0          | 5     | 0     | 5              | 0              | 32     | 0      |
| 2017/18         | Tottenham Hotspur | Vlag van Engeland  | Premier League   | 17         | 2          | 1     | 0     | 6              | 0              | 24     | 2      |
| 2018/19         | Tottenham Hotspur | Vlag van Engeland  | Premier League   | 8          | 0          | 4     | 2     | 5              | 0              | 17     | 2      |
| 2019/20         | Tottenham Hotspur | Vlag van Engeland  | Premier League   | 33         | 1          | 4     | 0     | 5              | 1              | 42     | 2      |
| 2020/21         | Tottenham Hotspur | Vlag van Engeland  | Premier League   | 19         | 2          | 3     | 0     | 5              | 0              | 27     | 2      |
| 2021/22         | Villarreal        | Vlag van Spanje    | Primera División | 19         | 0          | 0     | 0     | 5              | 0              | 24     | 0      |
| 2022/23         | Nottingham Forest | Vlag van Engeland  | Premier League   | 24         | 1          | 4     | 0     | 0              | 0              | 28     | 1      |
| 2023/24         | Nottingham Forest | Vlag van Engeland  | Premier League   | 12         | 0          | 1     | 0     | 0              | 0              | 13     | 0      |
| 2023/24         | Galatasaray       | Vlag van Turkije   | Süper Lig        | 4          | 0          | 0     | 0     | 0              | 0              | 4      | 0      |
| Carrière totaal | Carrière totaal   | Carrière totaal    | Carrière totaal  | 312        | 16         | 47    | 4     | 36             | 2              | 395    | 21     |

Bijgewerkt op 26 mei 2024.

## Interlandcarrière
Ivoorkust
Op 8 juni 2013 debuteerde Aurier in het shirt van Ivoorkust tegen Gambia. Bondscoach Sabri Lamouchi nam hem op in de definitieve selectie voor het wereldkampioenschap voetbal 2014. In de eerste groepswedstrijd was hij meteen beslissend voor zijn land, hij gaf namelijk twee assists op Wilfried Bony en Gervinho, waardoor Ivoorkust met 2-1 won van Japan.
| Interlands van Serge Aurier voor Ivoorkust | Interlands van Serge Aurier voor Ivoorkust | Interlands van Serge Aurier voor Ivoorkust | Interlands van Serge Aurier voor Ivoorkust | Interlands van Serge Aurier voor Ivoorkust | Interlands van Serge Aurier voor Ivoorkust |
| №                                          | Datum                                      | Wedstrijd                                  | Uitslag                                    | Competitie                                 | Goals                                      |
| Als speler bij Toulouse FC                 | Als speler bij Toulouse FC                 | Als speler bij Toulouse FC                 | Als speler bij Toulouse FC                 | Als speler bij Toulouse FC                 | Als speler bij Toulouse FC                 |
| ------------------------------------------ | ------------------------------------------ | ------------------------------------------ | ------------------------------------------ | ------------------------------------------ | ------------------------------------------ |
| 1.                                         | 8 juni 2013                                | Gambia - Ivoorkust                         | 0 – 3                                      | Kwalificatie WK 2014                       | 0                                          |
| 2.                                         | 16 juni 2013                               | Tanzania - Ivoorkust                       | 2 – 4                                      | Kwalificatie WK 2014                       | 0                                          |
| 3.                                         | 14 augustus 2013                           | Mexico - Ivoorkust                         | 4 – 1                                      | Vriendschappelijk                          | 0                                          |
| 4.                                         | 7 september 2013                           | Ivoorkust - Marokko                        | 1 – 1                                      | Kwalificatie WK 2014                       | 0                                          |
| 5.                                         | 12 oktober 2013                            | Ivoorkust - Senegal                        | 3 – 1                                      | Kwalificatie WK 2014                       | 0                                          |
| 6.                                         | 16 november 2013                           | Senegal - Ivoorkust                        | 1 – 1                                      | Kwalificatie WK 2014                       | 0                                          |
| 7.                                         | 5 maart 2013                               | België - Ivoorkust                         | 2 – 2                                      | Vriendschappelijk                          | 0                                          |
| 8.                                         | 4 juni 2013                                | El Salvador - Ivoorkust                    | 1 – 2                                      | Vriendschappelijk                          | 0                                          |
| 9.                                         | 14 juni 2014                               | Ivoorkust - Japan                          | 2 – 1                                      | WK 2014                                    | 0                                          |
| 10.                                        | 19 juni 2014                               | Colombia - Ivoorkust                       | 2 – 1                                      | WK 2014                                    | 0                                          |
| 11.                                        | 24 juni 2014                               | Griekenland - Ivoorkust                    | 2 – 1                                      | WK 2014                                    | 0                                          |

## Erelijst
| Competitie            |                     |                     |                     |                     |
| Competitie            | Aantal              | Jaren               |                     |                     |
| Paris Saint-Germain   | Paris Saint-Germain | Paris Saint-Germain | Paris Saint-Germain | Paris Saint-Germain |
| --------------------- | ------------------- | ------------------- | ------------------- | ------------------- |
| Kampioen Ligue 1      | 2x                  | 2014/15, 2015/16    |                     |                     |
| Coupe de France       | 2x                  | 2015/16, 2016/17    |                     |                     |
| Coupe de la Ligue     | 2x                  | 2014/15, 2015/16    |                     |                     |
| Trophée des Champions | 3x                  | 2014, 2015, 2016    |                     |                     |
| Ivoorkust             |                     |                     |                     |                     |
| Afrika Cup            | 2x                  | 2015, 2024          |                     |                     |
| Galatasaray           |                     |                     |                     |                     |
| Süper Lig             | 1x                  | 2023/24             |                     |                     |
| Turkse supercup       | 1x                  | 2023                |                     |                     |